# Pierella astyoche
Pierella astyoche é uma borboleta neotropical da família Nymphalidae e subfamília Satyrinae, encontrada nas Guianas, Venezuela, Colômbia e região amazônica do Brasil, em habitat de floresta tropical. De acordo com Adrian Hoskins, todos os integrantes do gênero Pierella apresentam, vistos de cima, coloração amarronzada com finas marcações mais escuras em suas asas anteriores e com asas posteriores marcadas com ocelos ou manchas. Pierella astyoche apresenta, vista de cima, asas posteriores com coloração similar às asas anteriores e com um par de ocelos em seu canto superior, além de três pontuações brancas logo abaixo. As asas anteriores apresentam fenômeno de difração similar ao que ocorre em Pierella hyceta e Pierella luna.

## Hábitos
Adrian Hoskins cita que as espécies do gênero Pierella se caracterizam por seu voo fugaz, se escondendo um pouco acima da superfície do solo na escuridão do sub-bosque da floresta; voando baixo, muitas vezes, em trilhas e evitando a luz do sol, geralmente aparecendo na aurora ou crepúsculo, mas também se escondendo profundamente na vegetação rasteira em outras horas do dia. Também pousam sobre os montes de folhas secas da floresta.

## Subespécies
Pierella astyoche possui três subespécies:
- Pierella astyoche astyoche - Descrita por Erichson em 1849, de exemplar proveniente das Guianas (descrita como Haetera larymna por Doubleday, no mesmo ano, de exemplar proveniente do Pará).
- Pierella astyoche stollei - Descrita por Ribeiro em 1931, de exemplar proveniente do Brasil (Rondônia).
- Pierella astyoche bernhardina - Descrita por Bryk em 1953, de exemplar proveniente do Brasil (Amazonas).
- Pierella astyoche lucia - Atualmente classificada como espécie: Pierella lucia.